# Vườn hạt
Trong vật lý hạt, thuật ngữ vườn hạt được sử dụng một cách thông tục để mô tả danh sách tương đối phong phú các "hạt cơ bản" đã biết khi so sánh với sự đa dạng của các loài trong vườn thú.
Trong lịch sử vật lý hạt, chủ đề về hạt được coi là đặc biệt khó hiểu vào cuối những năm 1960. Trước khi phát hiện ra quark, hàng trăm hạt tương tác mạnh (hadron) đã được biết đến và được cho là các hạt cơ bản riêng biệt theo đúng nghĩa của chúng. Sau đó, người ta phát hiện ra rằng chúng không phải là các hạt cơ bản, mà là vật liệu tổng hợp của các quark. Tập hợp các hạt ngày nay được cho là cơ bản được gọi là Mô hình Chuẩn và bao gồm các hạt quark, boson và lepton.